# Rue de Bigorre
La rue de Bigorre est une voie du 14e arrondissement de Paris, en France.

## Situation et accès
La rue de Bigorre est une voie publique située dans le 14e arrondissement de Paris. Elle débute au 15, rue du Commandeur et se termine au 28, rue d'Alésia.

## Origine du nom
Elle porte le nom du contrefort des Pyrénées, la Bigorre, qui a donné son nom à une région de la France.

## Historique
Cette voie, qui était précédemment un chemin de servitude, a pris sa dénomination par arrêté du 1er février 1877.